# Pierre Barbier (homme politique)
Pour les articles homonymes, voir Pierre Barbier et Barbier.
Pierre Barbier, né le 2 janvier 1912 à Brinon-sur-Beuvron (Nièvre) et mort le 28 octobre 1982 à Nice (Alpes-Maritimes), est un homme politique français.

## Biographie
Chef de clinique à la faculté de médecine de Paris, Pierre Barbier avait adhéré au parti radical. Il soutient activement la Gigouillette, une association caritative dont le siège est fixé à Clamecy et qui l'honore en 1959. Il siège au Sénat dans le groupe de la Gauche démocratique et a été le suppléant de François Mitterrand dans la législature de 1962 à 1967. Sa rupture avec celui-ci le fait choisir Giscard d'Estaing aux présidentielles de 1974 et il est battu aux sénatoriales suivantes par le socialiste Fernand Dussert.

## Détail des fonctions et des mandats
Mandats locaux
- 1953 - 1956 : Conseiller municipal de Clamecy
- 1956 - 1959 : Adjoint au maire de Clamecy
- 1959 - 1965 : Maire de Clamecy
- 1965 - 1971 : Maire de Clamecy
- 1971 - 1977 : Maire de Clamecy
- 1958 - 1964 : Conseiller général du canton de Clamecy
- 1964 - 1970 : Conseiller général du canton de Clamecy
- 1970 - 1976 : Conseiller général du canton de Clamecy

Mandat parlementaire
- 26 septembre 1965 - 1er octobre 1974 : Sénateur de la Nièvre